# Jack Ü
Jack Ü (còn được biết tới là Skrillex và Diplo) là một nhóm DJ người Mỹ, nhóm phụ và dự án hợp tác, bao gồm người sáng lập Mad Decent Diplo và người sáng lập OWSLA Skrillex thành lập năm 2013.. Jack Ü từng biểu diễn tại Lễ hội nhạc Ultra ở Miami năm 2014. Nhóm phát hành đĩa đơn chính thức đầu tiên của họ Take Ü There có sự góp giọng của Kiesza vào ngày 17 tháng 9 năm 2014. Ngày 3 tháng 2 năm 2015, bộ ba thông báo rằng họ sẽ làm việc với Missy Elliott trong một bản remix của "Take Ü There". Nhóm phát hành album đầu tay Skrillex and Diplo Present Jack Ü ngày 27 tháng 2 năm 2015.
Jack Ü còn biểu diễn ở Lễ hội nhạc Ultra năm 2015 với toàn bộ "thành viên Jack Ü", trong đó có sự đóng góp trực tiếp từ CL, Kai, Diddy và Justin Bieber.